# Porsche Tennis Grand Prix 1979
Porsche Tennis Grand Prix 1979 - жіночий тенісний турнір, що проходив на закритих кортах з килимовим покриттям Tennis Sporthalle Filderstadt у Фільдерштадті (Західна Німеччина). Належав до турнірів категорії AAA в рамках Colgate Series 1979. Турнір відбувся вдруге і тривав з 5 листопада до 11 листопада 1979 року. Третя сіяна Трейсі Остін успішно захистила свій минулорічний титул, перемігши у фіналі першу ракетку світу Мартіну Навратілову. Остін могла отримати 20 тис. доларів, але вибрала натомість Porsche 924.

## Фінальна частина

### Одиночний розряд
Трейсі Остін —  Мартіна Навратілова 6–2, 6–0
- Для Остін це був 6-й титул за сезон і 9-й — за кар'єру.

### Парний розряд
Біллі Джин Кінг /  Мартіна Навратілова —   Венді Тернбулл /  Бетті Стов 6–3, 6–3

## Розподіл призових грошей
| Дисципліна       | П       | F       | ПФ     | ЧФ     | 1/8    | 1/16 |
| Одиночний розряд | $20,000 | $10,000 | $4,500 | $2,100 | $1,100 | $550 |

## Нотатки
1. ↑  Турніри з призовими для жінок принаймні 100 тис. доларів.[1]